# جون وليامز (سياسي أمريكي)
جون وليامز (بالإنجليزية: John Williams)‏ هو محامي وقاضي وسياسي أمريكي، ولد في 14 مارس 1731 في الولايات المتحدة، وتوفي في 10 أكتوبر 1799. انتخب عضو مجلس نواب كارولينا الشمالية.